# Lighthouse Point
Lighthouse Point és una població dels Estats Units a l'estat de Florida. Segons el cens de l'1 de juliol de 2006 tenia 11.282 habitants.

## Demografia
Segons el cens del 2000, Lighthouse Point tenia 10.767 habitants, 5.165 habitatges, i 3.078 famílies. La densitat de població era de 1.815,4 habitants/km².
Dels 5.165 habitatges en un 19,5% hi vivien nens de menys de 18 anys, en un 50,7% hi vivien parelles casades, en un 6% dones solteres, i en un 40,4% no eren unitats familiars. En el 33,6% dels habitatges hi vivien persones soles el 16,3% de les quals corresponia a persones de 65 anys o més que vivien soles. El nombre mitjà de persones vivint en cada habitatge era de 2,08 i el nombre mitjà de persones que vivien en cada família era de 2,65.
Per edats la població es repartia de la següent manera: un 16,2% tenia menys de 18 anys, un 3,4% entre 18 i 24, un 27,1% entre 25 i 44, un 30,1% de 45 a 60 i un 23,2% 65 anys o més.
L'edat mediana era de 47 anys. Per cada 100 dones de 18 o més anys hi havia 89,4 homes.
La renda mediana per habitatge era de 53.038 $ i la renda mediana per família de 72.418 $. Els homes tenien una renda mediana de 51.897 $ mentre que les dones 32.929 $. La renda per capita de la població era de 40.839 $. Entorn del 2,6% de les famílies i el 5% de la població estaven per davall del llindar de pobresa.

## Poblacions més properes
El següent diagrama mostra les poblacions més properes.